# Lycaste occulta
Lycaste occulta är en orkidéart som beskrevs av Henry Francis Oakeley. Lycaste occulta ingår i släktet Lycaste och familjen orkidéer. Inga underarter finns listade i Catalogue of Life.